# Pisidio Romolo
Flavio Pisidio Romolo (in latino Flavius Pisidius Romulus; fl. 385-406) è stato un politico romano, attivo tra l'Impero romano d'Occidente e quello d'Oriente tra la fine del IV e l'inizio del V secolo.
È attestato come consularis della provincia dell'Aemilia et Liguria nel 385; tra questa data e il 392 fu proconsole o vicarius; nel 392 ricoprì l'incarico di comes sacrarum largitionum a Costantinopoli; infine, probabilmente nel 406, ricoprì la carica di praefectus urbi di Roma.
Intorno al 404/406 eresse una statua nel Foro romano, nei pressi dell'Arco di Settimio Severo; la statua era dell'imperatore Onorio, allora regnante sulla parte occidentale dell'Impero, ma l'iscrizione onorava Onorio, suo fratello e regnante in Oriente Arcadio, il loro defunto padre Teodosio I, oltre al potente generale Stilicone. L'occasione per l'erezione della statua era una vittoria sui Goti (probabilmente quelli comandati da Radagaiso); quando Stilicone cadde in disgrazia e fu ucciso (408), la damnatio memoriae da cui fu colpito causò la cancellazione del suo nome dalla base della statua.
(CIL VI, 31987)
All'interno della collezione di poesia nota in epoca contemporanea come Epigrammata Bobiensia, è conservato un componimento (il numero 70), composto da Anicio Probino (console nel 395), che costituisce una canzonatura di un certo Romolo indirizzata a un certo Basso; è stato proposto che Basso sia da identificare con Anicio Auchenio Basso (console del 408 e parente di Probino) e Romolo sia Pisidio Romolo.
In un periodo in cui a Milano, capitale dell'Impero d'Occidente, c'era molta tensione, Romolo si ritirò nella sua villa di campagna a studiare i testi cristiani, e chiese al vescovo Ambrogio di Milano alcuni chiarimenti su passaggi dell'Antico Testamento; si sono conservate due lettere di Ambrogio indirizzate a Romolo (la 44 e la 48 dell'epistolario ambrosiano) in cui il vescovo milanese risponde alle domande di Romolo, in particolare spiegandogli che Mosè aveva agito correttamente mettendo a morte 3000 ebrei che avevano adorato il vitello d'oro di Aronne.